# Werner Conze
Werner Alexander Paul Conze (* 31. Dezember 1910 in Neuhaus an der Elbe, Kreis Bleckede; † 28. April 1986 in Heidelberg) war ein deutscher Historiker, der maßgeblich auf den Gebieten der Bevölkerungs- und Sozialgeschichte sowie der neuzeitlichen Geschichte Ostmitteleuropas forschte. Er war von 1957 bis 1979 Professor für Neuere Geschichte, ab 1958 Direktor des Instituts für Sozial- und Wirtschaftsgeschichte der Ruprecht-Karls-Universität Heidelberg sowie 1969/70 Rektor der Universität.

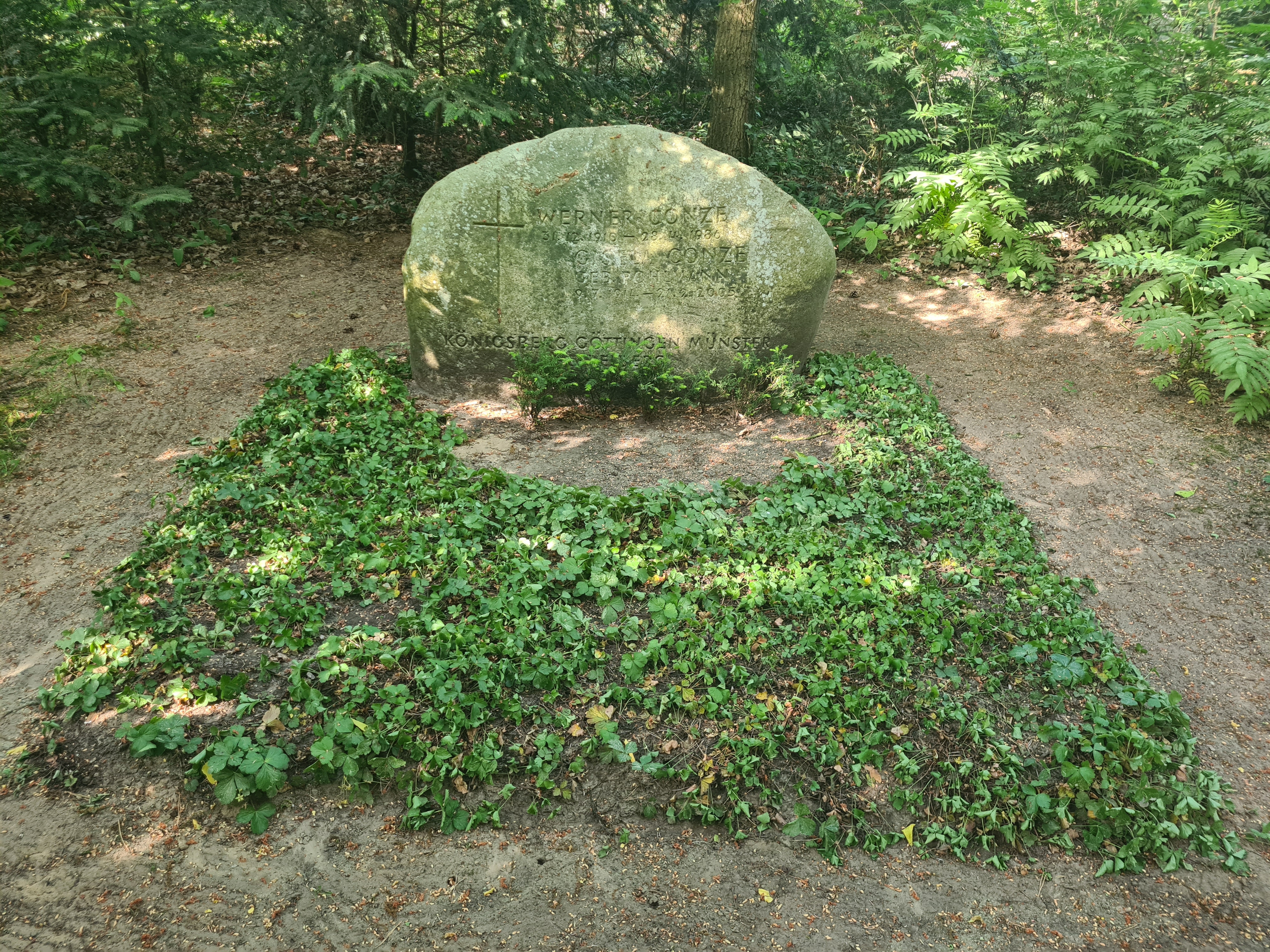
Das Grab von Werner Conze und seiner Ehefrau Gisela geborene Pohlmann auf dem Waldfriedhof Lauheide in Telgte

## Leben
Werner Conze entstammte einer protestantischen Gelehrten- und Juristenfamilie. Er wurde als Sohn des Reichsgerichtsrats Hans Conze (1879–1942) und dessen Frau Charlotte, geb. Thoemer (1884–1966), in Neuhaus im Mecklenburgischen Elbetal geboren. Conzes Vater war von 1920 bis 1924 Ministerialrat im Reichsjustizministerium, danach Richter am Reichsgericht und Mitglied des Staatsgerichtshofs. Sein Großvater war Alexander Conze, der Ausgräber des antiken Pergamon.
Nach dem Schulbesuch in Halberstadt, Naumburg an der Saale, Grunewald bei Berlin und Leipzig und dem Abitur an der Leipziger Nikolaischule begann Conze 1929 an der Universität Leipzig ein Studium der Kunstgeschichte, Geschichte und Soziologie, die er bei Hans Freyer hörte. Nach drei Semestern wechselte an die Universität Marburg, wo er in der Deutsch-akademischen Gildenschaft Theodor Schieder kennenlernte. Mit ihm blieb er in jahrzehntelanger Freundschaft verbunden. Als er 1931 nach Königsberg wechselte, belegte er dort zusätzlich Slawistik und schloss sich der Gilde Skuld an. Durch seine Zugehörigkeit zur bündischen Jugend wurde Conze früh im Sinne der völkischen Ideologie geprägt. Im Mai 1933 trat er der Sturmabteilung (SA) bei, in der er zuletzt den Rang eines Rottenführers hatte.
Mit einer von Hans Rothfels betreuten Dissertation über die 1766 von deutschen Kolonisten gegründete Siedlung Hirschenhof in Livland wurde er 1934 an der Albertus-Universität Königsberg zum Dr. phil. promoviert. Kurz danach entzogen die Nationalsozialisten seinem Doktorvater wegen dessen jüdischer Herkunft den Lehrstuhl, später musste er emigrieren. Gleich nach der Promotion leistete Conze 1934/35 ein Jahr freiwilligen Militärdienst im Artillerieregiment Nr. 21 (Königsberg–Preußisch Eylau) der Reichswehr. Danach begann er 1935 seine akademische Laufbahn als wissenschaftlicher Assistent des Soziologen Gunther Ipsen an der Königsberger Universität, einem führenden Vertreter der historischen Demographie (Bevölkerungsgeschichte). Seit April 1936 war er zeitweilig Stipendiat der Publikationsstelle Berlin-Dahlem beim Preußischen Staatsarchiv. In Hannover heiratete Conze 1936 Gisela Pohlmann, mit der er fünf Kinder bekam. Nach Lockerung der Aufnahmesperre beantragte er am 25. Juni 1937 die Aufnahme in die NSDAP, die rückwirkend zum 1. Mai desselben Jahres erfolgte (Mitgliedsnummer 5.089.796).
Kurz vor Beginn des Zweiten Weltkriegs 1939 wurde Conze als Reserve-Unteroffizier zur Wehrmacht aktiviert. Er wurde zunächst an der Artillerieschule Jüterbog ausgebildet und diente bis März 1940 als Instruktor in Elbing. Den Lazarettaufenthalt nach einer Verwundung 1940 nutzte er zur Fertigstellung seiner Habilitationsschrift über die Zusammenhänge von Landesausbau, Agrarverfassung und Bevölkerungswachstum im Großfürstentum Litauen vom 16. bis 18. Jahrhundert, die er bei Gunther Ipsen in Wien einreichte. Seit 1941 wurde Conze bei der 291. Infanterie-Division an der Ostfront (im Baltikum, bei Leningrad und Welikije Luki, zuletzt auch in der Ukraine und in Polen) eingesetzt. Der Berufung als Universitätsdozent bzw. außerordentlicher Professor für Agrar- und Siedlungsgeschichte (einschließlich Bauern- und Wirtschaftsgeschichte) an die Reichsuniversität Posen 1943 konnte er wegen andauernder Verwendung als Frontoffizier nur für wenige Wochen folgen. Im August 1944 wurde Conze als Hauptmann in Abwehrkämpfen an der Weichsel schwer verwundet. Aus sowjetischer Kriegsgefangenschaft wurde er im Juli 1945 „körperlich zerrüttet“ entlassen. In Niedersachsen traf er seine aus Königsberg geflohene Familie.
An der Georg-August-Universität Göttingen übernahm Conze 1946 einen unbesoldeten Lehrauftrag. Er war Teil der sogenannten „Professorengruppe“ der Organisation Gehlen, die dieser gegen Bezahlung Studien lieferte. Seit dem Sommersemester 1951 lehrte er an der Westfälischen Wilhelms-Universität, wo er 1955 zum außerordentlichen Professor ernannt wurde. 1957 folgte er einem Ruf auf den Lehrstuhl für Neuere Geschichte der Ruprecht-Karls-Universität Heidelberg, wo er im Jahr darauf neben Erich Maschke einer der beiden Direktoren des Instituts für Sozial- und Wirtschaftsgeschichte wurde. Einer seiner Assistenten war Hans Mommsen. Im akademischen Jahr 1969/70 war Conze Rektor der Universität Heidelberg. In dieser Funktion sperrte er für Publikationen des AStA vorgesehene Gelder aus seinem Haushalt, da der AStA nach seiner Ansicht Gelder zweckentfremdet und Publikationen außerhalb seiner gesetzlichen Aufgaben angefertigt habe. Zudem untersagte er im Dezember 1969 eine Veranstaltung mit einem Sprecher der Black Panther Party in der Universität. Conze wurde 1979 emeritiert.
Conze war ordentliches Mitglied der Heidelberger Akademie der Wissenschaften und korrespondierendes Mitglied der Bayerischen Akademie der Wissenschaften und der Rheinisch-Westfälischen Akademie der Wissenschaften. Er wurde am 20. Oktober 1954 zum ordentlichen Mitglied der Historischen Kommission für Westfalen gewählt und sechs Jahre später in ein korrespondierendes Mitglied umgewandelt. Seit 1951 war er Mitglied der Baltischen Historischen Kommission. 1972–1976 war er Vorsitzender des Verbands der Historiker Deutschlands.

## Werk
Als junger Historiker arbeitete Werner Conze seit 1934 auf den Feldern der Ostforschung und der völkisch-deutschnational geprägten Volks- und Kulturbodenforschung.
In der Nachkriegszeit verfolgte Conze das Ziel, in der Geschichtsschreibung den methodischen Schwerpunkt von der Politik- auf die Sozialgeschichte zu verlagern. Er vertrat die Auffassung, dass sich die historischen Prozesse seit der Industrialisierung nicht mehr allein als Ergebnis politischer Entscheidungen verstehen lassen, sondern nur aus einer umfassenden Betrachtung aller gesellschaftlichen Faktoren und ihrer Wechselwirkungen. Hierzu zählen neben dem politischen auch das wirtschaftliche System, die Bevölkerungsentwicklung, die Einkommensverteilung und vieles andere mehr. Conze fand für diesen Ansatz unter den jüngeren Historikern der 1950er und 1960er Jahre ein großes Echo und bildete die wohl einflussreichste historische Schule der Nachkriegszeit, zentriert um den Arbeitskreis für moderne Sozialgeschichte. Er dachte und handelte stets interdisziplinär und wirkte durch zahlreiche internationale Initiativen – insbesondere in Richtung Frankreich, Japan und Sowjetunion – der Provinzialität der deutschen Geschichtswissenschaft entgegen.
Conzes größte wissenschaftliche Leistung sind die Geschichtlichen Grundbegriffe, das von ihm gemeinsam mit Reinhart Koselleck und Otto Brunner herausgegebene achtbändige Lexikon der politisch-sozialen Sprache in Deutschland, das zwischen 1972 und 1997 erschien. In seinen letzten Lebensjahren wandte er sich erneut, an die Anfänge in Königsberg anknüpfend, der Geschichte von Ostmitteleuropa zu. Er begründete die mehrbändige Reihe Geschichte der Deutschen im Osten Europas.

### Bracher-Conze-Kontroverse zur Endphase der Weimarer Republik
1957 löste eine kritische Rezension von Conze zu Karl Dietrich Brachers Habilitationsschrift die sogenannte Bracher-Conze-Kontroverse aus. Brachers Habilitation erfolgte im Jahr 1955 bei Hans Herzfeld und Ernst Fraenkel an der Freien Universität Berlin mit der Arbeit Die Auflösung der Weimarer Republik. Eine Studie zum Problem des Machtverfalls in der Demokratie, die bis heute als Meisterwerk der Zeitgeschichtsschreibung gilt und unter anderem Aufnahme in die Zeit-Bibliothek der 100 Bücher (Sachbücher) fand.
Nach Conze war die Krise des Parteiensystems der Hauptgrund für das Scheitern der parlamentarisch verankerten Regierungen ab März 1930 gewesen. Vor allem die Sozialdemokratie habe sich am Ende der Kanzlerschaft von Hermann Müller Kompromissen verweigert. Deshalb sei diese Koalition auseinandergebrochen. Auf die Große Koalition folgte nach Conze nicht sofort der Versuch, den Parlamentarismus in Deutschland systematisch zurückzudrängen. Heinrich Brüning habe stattdessen versucht, die gefährdete Demokratie in Deutschland zu retten.
Demgegenüber vertrat Bracher die Ansicht, die Kanzlerschaft von Heinrich Brüning als Beginn der Präsidialkabinette sei als erste Stufe der Auflösung der Weimarer Republik zu werten. Er weist den alten Machteliten – Reichspräsident, Reichswehr, Großlandwirtschaft und Schwerindustrie – die Verantwortung für das Scheitern des Parlamentarismus zu. Bereits deutlich vor dem Ende der Regierung Müller II hätten die parlamentskritischen Positionen der alten Eliten stark in die DVP hinein gewirkt, deren Führung darum bis zuletzt zielstrebig an der Ablösung der von der Sozialdemokratie getragenen Regierung mitgewirkt habe.
Conze warf Bracher in der Historischen Zeitschrift vor, das Präsidialkabinett von Heinrich Brüning fehlgeleitet als Ende der Weimarer Republik und damit als Weg in den totalitären NS-Staat gedeutet zu haben.

## Diskussion über Conzes Rolle im Nationalsozialismus
Zehn Jahre nach seinem Tode wurde Conze – zusammen mit seinem Kollegen und Weggefährten Theodor Schieder, sowie mit Albert Brackmann, Otto Brunner, Hermann Aubin u. a. – Gegenstand einer öffentlichen Debatte, die auf dem deutschen Historikertag in Frankfurt am Main 1998 ihren Höhepunkt fand. Ihm und seinen Kollegen wurde die geistige Vorbereitung der NS-Bevölkerungspolitik in Osteuropa vorgehalten. Einzelne frühe Texte von Conze enthalten antisemitische Passagen.
Neuere Untersuchungen, die sich intensiver und unvoreingenommener mit seinen frühen Publikationen – insbesondere der 1930er Jahre – beschäftigten, bestätigen, dass Conze bereits vor dem Beginn des Zweiten Weltkriegs durchaus systemnah bzw. systemstützend argumentiert hatte, beispielsweise ein „erbgesundes Bauerntum als Blutquell des deutschen Volkes“ empfahl, und 1940 die „Entjudung der Städte und Marktflecken“ im besetzten Polen verlangt hatte. Während seines sechsjährigen Kriegsdienstes publizierte Conze kaum. In seiner während einer Verwundungspause fertiggestellten Habilitationsschrift findet sich keine antisemitische Rhetorik.

## Schriften
- Hirschenhof. Die Geschichte einer deutschen Sprachinsel in Livland. Junker und Dünnhaupt, Berlin 1934; 2. Auflage (Nachdruck), Hirschheydt, Hannover-Döhren 1963 (zugleich Dissertation, Universität Königsberg 1934).
- Die weißrussische Frage in Polen. Bund Deutscher Osten, Berlin 1939.
- Die ländliche Überbevölkerung in Polen (= Arbeiten des XIV. Internationalen Soziologen Kongresses in Bukarest, 1939, Abteilung B, Bd. 1: Das Dorf.). Bukarest 1940.
- Agrarverfassung und Bevölkerung in Litauen und Weißrußland. Hirzel, Leipzig 1940.
- Die Geschichte der 291. Infanterie-Division 1940–1945. H. H. Podzun, Bad Nauheim 1953.
- Die preußische Reform unter Stein und Hardenberg. Bauernbefreiung und Städteordnung. Klett, Stuttgart 1956.
- Die Strukturgeschichte des technisch-industriellen Zeitalters als Aufgabe für Forschung und Unterricht. Westdeutscher Verlag, Köln/Opladen 1957.
- Deutsche Einheit. Aschendorff, Münster 1958.
- Polnische Nation und deutsche Politik im Ersten Weltkrieg. Böhlau, Köln 1958.
- Der 17. Juni. Tag der deutschen Freiheit und Einheit. Athenäum Verlag, Frankfurt am Main/Bonn 1960.
- Staat und Gesellschaft im deutschen Vormärz 1815–1848. 7 Beiträge. Klett-Cotta, Stuttgart 1962; 3. Auflage, Klett-Cotta, Stuttgart 1978.
- Die Deutsche Nation. Ergebnis der Geschichte. Vandenhoeck & Ruprecht, Göttingen 1963.
- Zusammen mit Erich Kosthorst und Elfriede Nebgen: Jakob Kaiser. Politiker zwischen Ost und West 1945–1949. Kohlhammer, Stuttgart 1969.
- Hrsg. mit Otto Brunner, Reinhart Koselleck: Geschichtliche Grundbegriffe. Historisches Lexikon zur politisch-sozialen Sprache in Deutschland. 8 Bände, Klett-Cotta, Stuttgart 1972–1997.
- Ostmitteleuropa. Von der Spätantike bis zum 18. Jahrhundert. Herausgegeben und mit einem Nachwort von Klaus Zernack. C. H. Beck, München 1992, ISBN 3-406-35985-X.
- Gesellschaft – Staat – Nation. Gesammelte Aufsätze. Herausgegeben von Ulrich Engelhardt. Klett-Cotta, Stuttgart 1992, ISBN 978-3-608-91366-8.